# Bellamyjev pozdrav
Bellamyjev pozdrav (engl. Bellamy salute, ili flag salute, pozdrav zastavi), bio je pozdrav pri zakletvi američkoj zastavi koji je 1892. godine ustanovio baptistički svećenik, socijalist i autor prvog teksta zakletve američkoj zastavi Francis Bellamy. Bellamyjev pozdrav bio je preuzet od rimskog pozdrava. Nakon što su talijanski fašisti i njemački nacionslsocijalisti usvojili rimski pozdrav, Belamijev pozdrav izbačen je konačno iz uporabe 1942. godine.